# Acalypha langiana
Acalypha langiana é uma espécie de flor do gênero Acalypha, pertencente à família Euphorbiaceae.